# Elec Sport de Bouansa
Der Elec Sport de Bouansa ist ein kongolesischer Fußballverein aus der Stadt Bouansa.
Der Verein spielte in den 1990er-Jahren mehrere Saisons in der Ligue 1, meist gegen den Abstieg. Dennoch gewann der Klub 1990 überraschend den nationalen Pokal gegen Diables Noirs. Damit qualifizierte er sich erstmals für einen afrikanischen Wettbewerb und erreichte dort die zweite Runde. Mittlerweile ist der Verein in die unteren Ligen abgestiegen.

## Statistik in den CAF-Wettbewerben
| Saison | Wettbewerb               | Runde    | Gegner             | Gesamt | Hin     | Rück    |
| ------ | ------------------------ | -------- | ------------------ | ------ | ------- | ------- |
| 1992   | African Cup Winners’ Cup | 1. Runde | El-Kanemi Warriors | 2:1    | 2:0 (H) | 0:1 (A) |
| 1992   | African Cup Winners’ Cup | 2. Runde | ASDR Fatima        | 2:4    | 1:0 (H) | 1:4 (A) |